# Pimpla rediviva
Pimpla rediviva är en stekelart som beskrevs av Charles Thomas Brues 1910. Pimpla rediviva ingår i släktet Pimpla och familjen brokparasitsteklar. Inga underarter finns listade i Catalogue of Life.